# كايتلين ديفير
كايتلين ديفير (بالإنجليزية: Kaitlyn Dever) (ولدت 21 ديسمبر 1996) هي ممثلةأمريكية شاركت في أفلام معلمة سيئة وجيه إدغار والمدهش الآن ومدى قصير 12 ولاجيز و‌رجال ونساء وأطفال. كما شاركت في مسلسل Justified.

## قائمة أعمالها
| سنة  | عنوان                                   | دور           | ملاحظات          |
| ---- | --------------------------------------- | ------------- | ---------------- |
| 2009 | An American Girl: Chrissa Stands Strong | جوين تومسون   | مباشرة إلى أقراص |
| 2011 | Bad Teacher                             | ساشا أبيرناثي |                  |
| 2011 | J. Edgar                                | ابنة بالمر    |                  |
| 2013 | The Spectacular Now                     | كريستال       |                  |
| 2013 | قصير الأجل 12                           | جيدن          |                  |
| 2014 | Grass Stains                            | غريس تيرنر    |                  |
| 2014 | لاغيز                                   | ميستي         |                  |
| 2014 | رجال ونساء وأطفال                       |               |                  |

| سنة         | عنوان                | دور            | ملاحظات                           |
| ----------- | -------------------- | -------------- | --------------------------------- |
| 2009        | Make It or Break It  |                | الحلقة الأولى                     |
| 2009        | Modern Family        | بيانكا دوغلاس  | حلقة: "Fizbo"                     |
| 2010        | Private Practice     | بيج            | حلقة: "Love Bites"                |
| 2010        | Party Down           |                | حلقة: "Party Down Company Picnic" |
| 2011        | Cinema Verite        | ميشيل لاود     | فيلم تلفزيوني                     |
| 2011        | The Mentalist        | ترينا          | حلقة: "Blood for Blood"           |
| 2011–2014   | Justified            | لوريتا ماكريدي | 12 حلقة                           |
| 2011        | Curb Your Enthusiasm | كيرا أودونيل   | حلقة: "The Divorce"               |
| 2011–الحاضر | Last Man Standing    | إيف باكستر     |                                   |
| 2019        | لا تصدق (مسلسل قصير) | ماري أدلر      |                                   |
| 2025        | خل التفاح            | بيل جيبسون     |                                   |

## روابط خارجية
- كايتلين ديفير على موقع IMDb (الإنجليزية)
- كايتلين ديفير على موقع ميتاكريتيك (الإنجليزية)
- كايتلين ديفير على موقع روتن توميتوز (الإنجليزية)
- كايتلين ديفير على موقع قاعدة بيانات الأفلام العربية
- كايتلين ديفير على موقع ألو سيني (الفرنسية)
- كايتلين ديفير على موقع ميوزك برينز (الإنجليزية)
- كايتلين ديفير على موقع تيرنر كلاسيك موفيز (الإنجليزية)
- كايتلين ديفير على موقع أول موفي (الإنجليزية)
- كايتلين ديفير على موقع قاعدة بيانات الأفلام السويدية (السويدية)
- كايتلين ديفير على موقع أول ميوزيك (الإنجليزية)